# Withania adunensis
Withania adunensis är en potatisväxtart som beskrevs av Friedrich Vierhapper. Withania adunensis ingår i släktet Withania och familjen potatisväxter. Inga underarter finns listade i Catalogue of Life.